# Jan Szturc

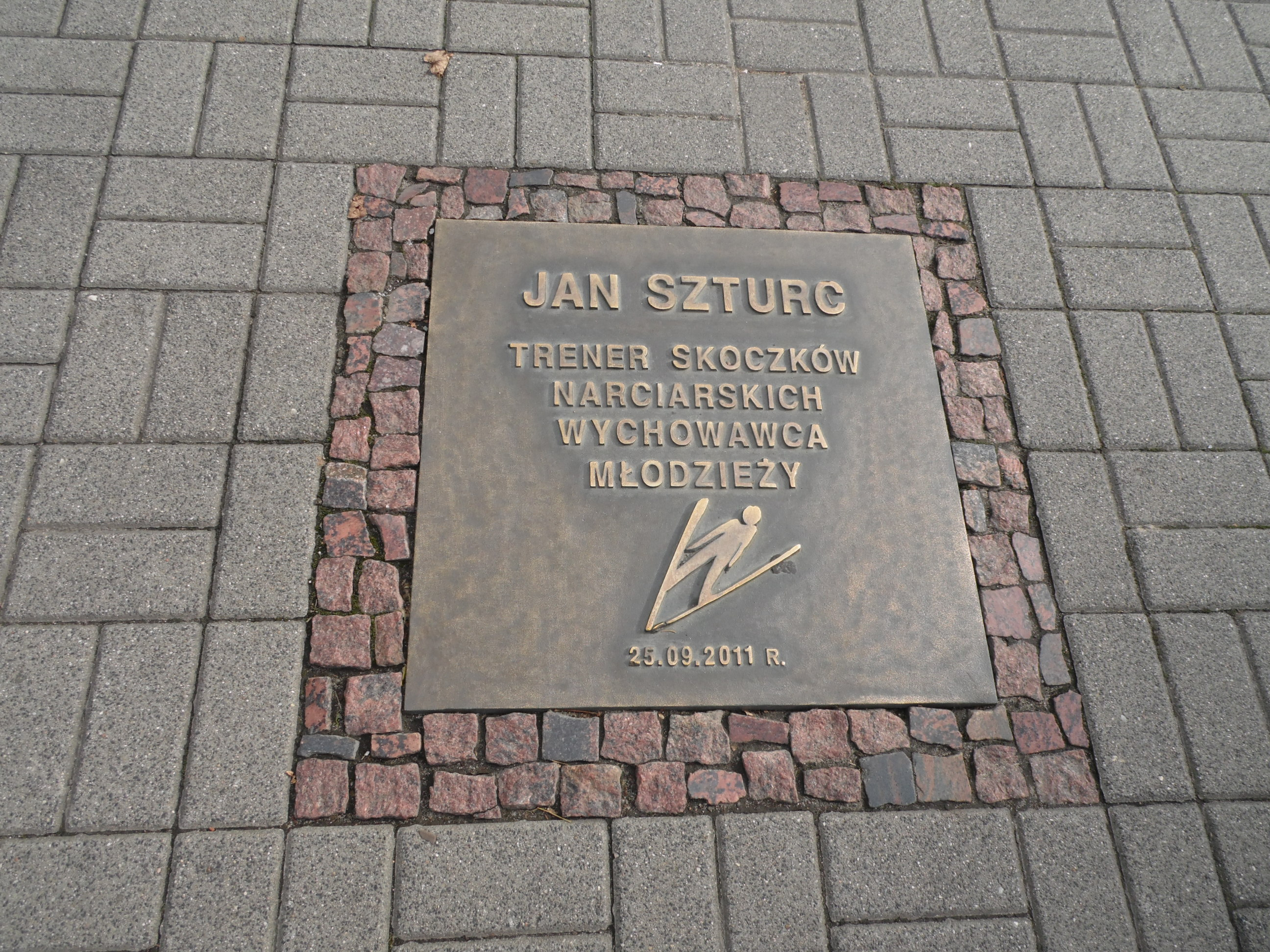
Tablica w Alei Gwiazd Sportu w Wiśle

Jan Szturc (ur. 20 czerwca 1958 w Wiśle) – polski skoczek narciarski, kombinator norweski i piłkarz, reprezentant KS Wisła oraz trener skoków narciarskich i kombinacji norweskiej w tymże klubie; wujek i pierwszy trener Adama Małysza.

## Kariera zawodnicza
Jako członek Wisły-Start, w sezonie 1972/1973 wystąpił na Centralnych Igrzyskach Młodzieży w Zakopanem, gdzie zajął 6. miejsce w biegu i to samo w kombinacji norweskiej, dwukrotnie upadając w skokach. W następnym sezonie uplasował się na 6. miejscu na mistrzostwach Polski juniorów. Na Zimowych Igrzyskach Szkół zdobył złoty medal w sztafecie szkół średnich. Rok później na Centralnej Zimowej Spartakiadzie Młodzieży zdobył złoty medal w kombinacji norweskiej juniorów młodszych i srebro w biegu sztafetowym. Rok później zdobył złoto w Mistrzostwach Polski w kombinacji norweskiej. W 1978 został powołany do wojska i reprezentował klub WKS Zakopane.
W sezonie 1977/1978 występował w sekcji piłkarskiej Wisły-Start, która zadebiutowała wówczas w klasie C. W 1983/1984 drużyna awansowała do klasy A.

## Kariera trenerska
W 1984 został trenerem w Wiśle Ustroniance, wraz z Andrzej Sobolem opiekując się skoczkami i kombinatorami norweskimi. Po weryfikacji etatów w 1991, Szturc został jednym z dwóch trenerów w klubie (Bronisław Cieślar zajął się biegaczami). W latach 1992–1996 podopieczni Szturca, wśród nich Adam Małysz, Aleksander Bojda, Mariusz Wantulok, Grzegorz Śliwka i Tomisław Tajner, zdobyli kilkadziesiąt medali Mistrzostw Polski w swoich kategoriach wiekowych.
Trener został zwolniony w grudniu 1997, jednak został przyjęty z powrotem we wrześniu następnego roku. Mimo pogorszenia ogólnej formy klubu, jego czołowy zawodnik – Adam Małysz rozpoczął karierę międzynarodową, a klub zdobył złoto na Mistrzostwach Polski w 1998.
Mieszkał z Adamem Małyszem pod jednym dachem, kiedy ten był dzieckiem. Szkolił go do skończenia przez skoczka 16 lat. W późniejszych latach wielokrotnie trenował go, gdy ten miał kryzysy formy lub problemy z techniką skoku. Oprócz niego szkolił również Piotra Żyłę, Tomasza Byrta i Aleksandra Zniszczoła.
Szturc wyjechał na X Zimowy Europejski Festiwal Młodzieży do Liberca, jako trener skoczków.
W maju 2015 został asystentem trenera kadry młodzieżowej Polski w kombinacji norweskiej, Mateusza Wantuloka. 14 kwietnia 2017 został ze względu na zły stan zdrowia odwołany ze stanowiska asystenta kadry młodzieżowej Polski w kombinacji norweskiej  przez zarząd PZN.

## Odznaczenia i wyróżnienia
W 2002 został odznaczony Krzyżem Kawalerskim Orderu Odrodzenia Polski. 25 września 2011 odsłonił pamiątkową tablicę poświęconą jego osobie w Wiślańskiej Alei Gwiazd Sportu. Wydarzeniu temu towarzyszyła tamtejsza grupa śpiewacza Tkocze.
21 września 2019, podczas gali z okazji 100-lecia PZN, za wybitne zasługi w działalności na rzecz rozwoju i upowszechniania sportu został przez prezydenta RP Andrzeja Dudę odznaczony Krzyżem Oficerskim Orderu Odrodzenia Polski.